# Bolbbalgan4/Diskografie
Diese Diskografie ist eine Übersicht über die musikalischen Werke des südkoreanischen Musikprojekts Bolbbalgan4. Es debütierte am 22. April 2016 mit der Single Fight Day. Den Quellenangaben und Schallplattenauszeichnungen zufolge hat es bisher mehr als 20 Millionen Tonträger verkauft.

## Alben

### Studioalben
| Jahr | Titel Musiklabel                        | Höchstplatzierung, Gesamtwochen, AuszeichnungChartsChartplatzierungen (Jahr, Titel, Musiklabel, Platzierungen, Wochen, Auszeichnungen, Anmerkungen) | Anmerkungen                           |
| Jahr | Titel Musiklabel                        | KR | Anmerkungen                           |
| ---- | --------------------------------------- | --- | ------------------------------------- |
| 2016 | Red Planet Shofar Music, Windmill Media | KR15 (49 Wo.)KR | Erstveröffentlichung: 29. August 2016 |

### EPs
| Jahr           | Titel Musiklabel                          | Höchstplatzierung, Gesamtwochen, AuszeichnungChartplatzierungen (Jahr, Titel, Musiklabel, Platzierungen, Wochen, Auszeichnungen, Anmerkungen) | Höchstplatzierung, Gesamtwochen, AuszeichnungChartplatzierungen (Jahr, Titel, Musiklabel, Platzierungen, Wochen, Auszeichnungen, Anmerkungen) | Anmerkungen                              |
| Jahr           | Titel Musiklabel                          | KR | JP | Anmerkungen                              |
| -------------- | ----------------------------------------- | --- | --- | ---------------------------------------- |
| 2016           | Red Ickle Shofar Music, Windmill Media    | KR30 (1 Wo.)KR | — | Erstveröffentlichung: 22. April 2016     |
| 2017           | Red Diary Page.1 Shofar Music, Kakao M    | KR7 (25 Wo.)KR | — | Erstveröffentlichung: 28. September 2017 |
| 2018           | Red Diary Page.2 Shofar Music, Kakao M    | KR5 (7 Wo.)KR | — | Erstveröffentlichung: 25. Mai 2018       |
| 2019           | Puberty Book I Bom Shofar Music, Kakao M  | KR16 (4 Wo.)KR | — | Erstveröffentlichung: 2. April 2019      |
| 2019           | Two Five Shofar Music, Kakao M            | KR6 (3 Wo.)KR | — | Erstveröffentlichung: 10. September 2019 |
| 2020           | Puberty Book II Pum Shofar Music, Kakao M | KR8 (2 Wo.)KR | — | Erstveröffentlichung: 13. Mai 2020       |
| 2022           | Seoul Shofar Music                        | KR27 (1 Wo.)KR | — | Erstveröffentlichung: 20. April 2022     |
| 2023           | Love.zip (사랑.zip) Shofar Music          | KR42 (1 Wo.)KR | — | Erstveröffentlichung: 16. April 2023     |
| 2023           | Merry Go Round Shofar Music               | KR22 (1 Wo.)KR | — | Erstveröffentlichung: 12. Dezember 2023  |
| Japanische EPs |                                           | | |                                          |
|                |                                           | | |                                          |
| 2019           | Red Planet (Japan Edition) King Records   | — | JP41 (1 Wo.)JP | Erstveröffentlichung: 5. Juni 2019       |

### Single-Alben
| Jahr | Titel Musiklabel              | Höchstplatzierung, Gesamtwochen, AuszeichnungChartsChartplatzierungen (Jahr, Titel, Musiklabel, Platzierungen, Wochen, Auszeichnungen, Anmerkungen) | Anmerkungen                            |
| Jahr | Titel Musiklabel              | KR | Anmerkungen                            |
| ---- | ----------------------------- | --- | -------------------------------------- |
| 2020 | Filmlet Shofar Music, Kakao M | KR27 (1 Wo.)KR | Erstveröffentlichung: 5. November 2020 |

## Singles

### Als Leadmusikerin
| Jahr | Titel Album                                                       | Höchstplatzierung, Gesamtwochen, AuszeichnungChartplatzierungen (Jahr, Titel, Album, Platzierungen, Wochen, Auszeichnungen, Anmerkungen) | Höchstplatzierung, Gesamtwochen, AuszeichnungChartplatzierungen (Jahr, Titel, Album, Platzierungen, Wochen, Auszeichnungen, Anmerkungen) | Anmerkungen           |
| Jahr | Titel Album                                                       | KR | JP | Anmerkungen           |
| --- | ----------------------------------------------------------------- | --- | --- | --------------------- |
| 2016 | Galaxy (우주를 줄게) Red Planet                                   | KR2 (69 Wo.)KR | — | Verkäufe: + 2.500.000 |
| 2016 | Hard to Love (나만 안되는 연애) Red Planet                        | KR12 (67 Wo.)KR | — | Verkäufe: + 2.500.000 |
| 2016 | Tell Me You Love Me (좋다고 말해) Red Planet ’Hidden Track’       | KR2 (54 Wo.)KR | — | Verkäufe: + 2.500.000 |
| 2017 | Some (썸 탈꺼야) Red Diary Page.1                                 | KR1 (40 Wo.)KR | — | Verkäufe: + 2.500.000 |
| 2017 | To My Youth (나의 사춘기에게) Red Diary Page.1                    | KR3 (76 Wo.)KR | — | Verkäufe: + 2.500.000 |
| 2018 | #First Love (#첫사랑) –                                           | KR2 (23 Wo.)KR | — |                       |
| 2018 | Travel (여행) Red Diary Page.2                                    | KR1 ×2Platin (Download) + Doppelplatin (Streaming) · (136 Wo.)KR                                                                         | — | Verkäufe: + 2.500.000 |
| 2018 | Wind (바람사람) Red Diary Page.2                                  | KR20 (5 Wo.)KR | — |                       |
| 2018 | Dejavu Red Diary ’Hidden Track’                                   | KR21 (4 Wo.)KR | — |                       |
| 2019 | Bom (나만, 봄) Puberty Book I Bom                                 | KR1 Platin (Streaming) · (71 Wo.)KR | — |                       |
| 2019 | Stars Over Me (별 보러 갈래?) Puberty Book I Bom                  | KR4 (34 Wo.)KR | — |                       |
| 2019 | Mermaid Puberty Book I Bom                                        | KR22 (14 Wo.)KR | — |                       |
| 2019 | Workaholic (워커홀릭) Two Five                                    | KR1 (54 Wo.)KR | — |                       |
| 2020 | Leo (나비와 고양이) (feat. Baekhyun) Puberty Book II Pum          | KR2 (38 Wo.)KR | — |                       |
| 2020 | Hug (품) Puberty Book II Pum                                      | KR30 (15 Wo.)KR | — |                       |
| 2020 | Atlantis Princess (아틀란티스 소녀) SM Station Our Beloved BoA    | KR36 (13 Wo.)KR | — |                       |
| 2020 | Dancing Cartoon Filmlet                                           | KR58 (6 Wo.)KR | — |                       |
| 2021 | Butterfly Effect (나비효과) –                                     | KR23 (8 Wo.)KR | — |                       |
| 2021 | Space (너는 내 세상이었어) –                                      | KR32 (7 Wo.)KR | — |                       |
| 2022 | Seoul                                                             | KR18 (11 Wo.)KR | — |                       |
| 2023 | Friend the End Love.zip                                           | KR16 (13 Wo.)KR | — |                       |
| 2023 | Chase Love Hard Love.zip                                          | KR36 (2 Wo.)KR | — | feat. Hwang Min-hyun  |
| 2023 | Someday (여름날) –                                                | KR84 (2 Wo.)KR | — | feat. Ha Hyun-sang    |
| 2023 | Snowball (스노우볼) Merry Go Round                                | KR76 (2 Wo.)KR | — |                       |
| 2024 | Lips –                                                            | KR102 (2 Wo.)KR | — | feat. Giselle         |
| 2024 | Bloom –                                                           | KR110 (2 Wo.)KR | — |                       |
| Japanische Singles |                                                                   | | |                       |
| |                                                                   | | |                       |
| 2020 | Love –                                                            | — | JP48 (1 Wo.)JP |                       |
| Folgende Lieder erschienen nicht als Single, wurden aber durch das Album zum Download und Streaming bereitgestellt und konnten somit eine Platzierung erlangen: |                                                                   | | |                       |
| |                                                                   | | |                       |
| 2016 | Grumpy (심술) Red Ickle                                           | KR38 (34 Wo.)KR | — | Red Ickle Version     |
| 2016 | You (=I) Red Planet                                               | KR40 (44 Wo.)KR | — |                       |
| 2016 | When You Fall in Love (사랑에 빠졌을 때) Red Planet               | KR78 (1 Wo.)KR | — |                       |
| 2016 | Grumpy (심술) Red Planet                                          | KR83 (5 Wo.)KR | — | Red Planet Version    |
| 2017 | Blue Red Diary Page.1                                             | KR5 (26 Wo.)KR | — |                       |
| 2017 | Fix Me (고쳐주세요) Red Diary Page.1                              | KR11 (11 Wo.)KR | — |                       |
| 2017 | Imagine (상상) Red Diary Page.1                                   | KR12 (10 Wo.)KR | — |                       |
| 2018 | Lonely Red Diary Page.2                                           | KR24 (5 Wo.)KR | — |                       |
| 2018 | Starlight (야경) Red Diary Page.2                                 | KR34 (4 Wo.)KR | — |                       |
| 2018 | Dear, Teddy Bear (안녕, 곰인형) Red Diary Page.2                  | KR42 (3 Wo.)KR | — |                       |
| 2018 | Clip Red Diary Page.2                                             | KR65 (2 Wo.)KR | — |                       |
| 2018 | 6 o’clock Red Diary ’Hidden Track’                                | KR80 (1 Wo.)KR | — |                       |
| 2019 | Picnic (나들이 갈까) Puberty Book I Bom                           | KR31 (10 Wo.)KR | — |                       |
| 2019 | Seattle Alone Puberty Book I Bom                                  | KR43 (7 Wo.)KR | — |                       |
| 2019 | XX Two Five                                                       | KR30 (9 Wo.)KR | — |                       |
| 2019 | 25 Two Five                                                       | KR33 (5 Wo.)KR | — |                       |
| 2019 | Taste Two Five                                                    | KR50 (5 Wo.)KR | — |                       |
| 2019 | Day Off (낮) Two Five                                             | KR59 (5 Wo.)KR | — |                       |
| 2019 | XX (Acoustic Version) Two Five                                    | KR117 (1 Wo.)KR | — |                       |
| 2020 | Blank (빈칸을 채워주시오) Puberty Book II Pum                     | KR108 (3 Wo.)KR | — |                       |
| 2020 | Dandelion (민들레) Puberty Book II Pum                            | KR143 (2 Wo.)KR | — |                       |
| 2020 | Counseling (카운슬링) Puberty Book II Pum                         | KR164 (1 Wo.)KR | — |                       |
| 2020 | Red Lipstick (빨간 립스틱) Filmlet                                | KR118 (2 Wo.)KR | — |                       |
| 2022 | Love Story Seoul                                                  | KR16 (42 Wo.)KR | — |                       |
| 2022 | What Makes Us Beautiful (아름다운 건) Seoul                       | KR187 (1 Wo.)KR | — |                       |
| 2022 | Star (별) Seoul                                                   | KR186 (1 Wo.)KR | — |                       |
| 2023 | Rome Love.zip                                                     | KR158 (1 Wo.)KR | — |                       |
| 2023 | When Love Becomes Goodbye (사랑이 이별이 돼 가는 모습이) Love.zip | KR77 (1 Wo.)KR | — |                       |
| 2023 | Good Night (좋은 꿈 꿔 0224.mp3) Love.zip                         | KR180 (1 Wo.)KR | — |                       |
| 2023 | Eternal Love (사랑할 수밖에) Merry Go Round                       | KR33 (22 Wo.)KR | — |                       |

Weitere Singles
- 2016: Fight Day
- 2019: Uchū o Ageru (宇宙をあげる)
- 2019: Watashi no Shishunki e (私の思春期へ)
- 2019: Some
- 2020: Watashi dake, Haru (私だけ、春)

### Zusammenarbeiten
| Jahr | Titel Album                    | Höchstplatzierung, Gesamtwochen, AuszeichnungChartsChartplatzierungen (Jahr, Titel, Album, Platzierungen, Wochen, Auszeichnungen, Anmerkungen) | Anmerkungen                                      |
| Jahr | Titel Album                    | KR | Anmerkungen                                      |
| ---- | ------------------------------ | --- | ------------------------------------------------ |
| 2016 | Romantic Wish –                | — | mit Sweden Laundry, 20 Years Of Age und weiteren |
| 2017 | We Loved (남이 될 수 있을까) – | KR1 (40 Wo.)KR | mit 20 Years Of Age Verkäufe: + 2.500.000        |
| 2019 | New York –                     | KR107 (2 Wo.)KR | mit WH3N                                         |
| 2020 | Awkward (어색한 사이) –        | KR116 (2 Wo.)KR | mit Sweden Laundry, 20 Years Of Age und weiteren |

### Als Gastmusikerin
| Jahr | Titel Album                                                     | Höchstplatzierung, Gesamtwochen, AuszeichnungChartsChartplatzierungen (Jahr, Titel, Album, Platzierungen, Wochen, Auszeichnungen, Anmerkungen) | Anmerkungen                       |
| Jahr | Titel Album                                                     | KR | Anmerkungen                       |
| ---- | --------------------------------------------------------------- | --- | --------------------------------- |
| 2017 | Lost Without You (우리집을 못 찾겠군요) Love is a Dog from Hell | KR5 (21 Wo.)KR | Mad Clown feat Bolbbalgan 4       |
| 2017 | Mohae (모해) –                                                  | KR5 (5 Wo.)KR | San E feat. Bolbbalgan 4          |
| 2018 | Hurry Up –                                                      | — | Sohee feat Bolbbalgan 4           |
| 2018 | Be Your Christmas                                               | — | Sweden Laundry feat. Bolbbalgan 4 |

### Beiträge für Soundtracks
| Jahr | Titel Album                                                            | Höchstplatzierung, Gesamtwochen, AuszeichnungChartsChartplatzierungen (Jahr, Titel, Album, Platzierungen, Wochen, Auszeichnungen, Anmerkungen) | Anmerkungen                                                     |
| Jahr | Titel Album                                                            | KR | Anmerkungen                                                     |
| ---- | ---------------------------------------------------------------------- | --- | --------------------------------------------------------------- |
| 2014 | Hidden Path (가리워진 길) Misaeng OST Part 4                           | KR60 (1 Wo.)KR | Misaeng: Incomplete Life (TV-Serie)                             |
| 2016 | Dream (드림) Hwarang OST Part 3                                        | KR54 (2 Wo.)KR | Hwarang: The Peot Warrior Youth (TV-Serie)                      |
| 2016 | Hello Lost Tale OST                                                    | — | Lost Tale (Handyspiel)                                          |
| 2017 | You And I From the Beginning The Emperor: Owner of the Mask OST Part 2 | KR3 (40 Wo.)KR | The Emperor: Owner of the Mask (TV-Serie) Verkäufe: + 2.500.000 |
| 2018 | My Trouble Why: The Reason You Got Dumped OST                          | KR48 (4 Wo.)KR | Why: The Reason You Got Dumped (TV-Serie)                       |
| 2020 | Love Letter Start-Up OST Part 12                                       | KR158 (1 Wo.)KR | Start-Up (TV-Serie)                                             |

## Musikvideos
| Jahr | Titel                                              | Regisseur(e)    |
| ---- | -------------------------------------------------- | --------------- |
| 2016 | Fight Day (싸운날)                                 | Zanybros        |
| 2016 | Galaxy (우주를 줄게)                               | BTS Film        |
| 2016 | Hard to Love (나만 안되는 연애)                    | Zanybros        |
| 2016 | Tell Me You Love Me (좋다고 말해)                  | VFAR            |
| 2017 | We Loved (남이 될 수 있을까) (mit 20 Years of Age) | BTS Film        |
| 2017 | Blue                                               | Aloha Man       |
| 2017 | Imagine (상상)                                     | Aloha Man       |
| 2017 | Some (썸 탈꺼야)                                   | Mustache Film   |
| 2017 | Fix Me (고쳐주세요)                                | Unbekannt       |
| 2018 | Travel (여행)                                      | Zanybros        |
| 2018 | Starlight (야경)                                   | Zanybros        |
| 2018 | Wind (바람사람)                                    | Zanybros        |
| 2019 | Bom (나만, 봄)                                     | Unbekannt       |
| 2019 | Stars Over Me (별 보러 갈래?)                      | Kyle            |
| 2019 | Galaxy (宇宙をあげる)                              | Unbekannt       |
| 2019 | To My Youth (私の思春期へ)                         | SEP,inc.        |
| 2019 | Workaholic (워커홀릭)                              | Zanybros        |
| 2019 | 25                                                 | Zanybros        |
| 2020 | Love                                               | Zanybros        |
| 2020 | Leo (나비와 고양이) (feat. Baekhyun)               | Unbekannt       |
| 2020 | Hug (품)                                           | Unbekannt       |
| 2020 | Red Lipstick (빨간 립스틱)                         | Unbekannt       |
| 2020 | Dancing Cartoon                                    | Zanybros        |
| 2021 | Butterfly Effect (나비효과)                        | Unbekannt       |
| 2021 | Space (너는 내 세상이었어)                         | Unbekannt       |
| 2022 | Seoul                                              | Unbekannt       |
| 2023 | Friend the End                                     | Unbekannt       |
| 2023 | Snowball (스노우볼)                                | Unbekannt       |
| 2023 | Eternal love (사랑할 수밖에)                       | Unbekannt       |
| 2024 | Lips (feat. Giselle)                               | Unbekannt       |
| 2024 | Bloom                                              | Novv Kim (Novv) |

## Statistik

### Chartauswertung
|                     | KR     | JP    |
| ------------------- | ------ | ----- |
| Nummer-eins-Alben   | KR—KR  | JP—JP |
| Top-10-Alben        | KR4KR  | JP—JP |
| Alben in den Charts | KR11KR | JP1JP |

|                       | KR     | JP    |
| --------------------- | ------ | ----- |
| Nummer-eins-Singles   | KR5KR  | JP—JP |
| Top-10-Singles        | KR15KR | JP—JP |
| Singles in den Charts | KR66KR | JP1JP |

### Auszeichnungen für Musikverkäufe
Anmerkung: Auszeichnungen in Ländern aus den Charttabellen bzw. Chartboxen sind in ebendiesen zu finden.
| Land/RegionAuszeichnungen für Musikverkäufe (Land/Region, Auszeichnungen, Verkäufe, Quellen) | Gold | Platin     | Verkäufe  | Quellen        |
| -------------------------------------------------------------------------------------------- | ---- | ---------- | --------- | -------------- |
| Südkorea (KMCA)                                                                              | —    | 4× Platin4 | 2.500.000 | circlechart.kr |
| Insgesamt                                                                                    | —    | 4× Platin4 |           |                |